# Обережно, тригери!
Обережно, тригери! Коротка проза та хвилювання (англ. Trigger Warning: Short Fictions and Disturbances) — збірка короткої прози Ніла Геймана. Книга побачила світ 3 лютого 2015 року у видавництві «William Morrow and Company». 2016 року книга «Обережно, тригери!» принесла авторові премію «Локус» за найкращу збірку.

## Зміст
- Вступ (англ. Introduction) — есей автора;
- «Як я склав стілець» (англ. Making a Chair, 2011) — вірш;
- «Місячний лабіринт» (англ. A Lunar Labyrinth, 2013) — оповідання;
- «Дещо про Кассандру» (англ. The Thing About Cassandra, 2010) — оповідання;
- «До похмурого моря» (англ. Down to a Sunless Sea, 2013) — оповідання;
- «Істина — печера в Чорних горах…» (англ. The Truth Is a Cave in the Black Mountains..., 2010) — коротка повість;
- «Моя остання господиня» (англ. My Last Landlady, 2010) — вірш;
- «Історія пригод» (англ. Adventure Story, 2012) — вірш;
- «Оранжевий» (англ. Orange, 2008) — оповідання;
- «Календар історій» (англ. A Calendar of Tales, 2013) — оповідання;
- «Справа про смерть і мед» (англ. The Case of Death and Honey, 2011) — оповідання;
- «Людина, яка забула Рея Бредбері» (англ. The Man Who Forgot Ray Bradbury, 2012) — оповідання;
- «Єрусалим» (англ. Jerusalem, 2007) — оповідання;
- «Клац-цок і торохтливий мішок» (англ. Click-Clack the Rattlebag, 2012) — оповідання;
- «Закляття проти допитливості» (англ. An Invocation of Incuriosity, 2009) — оповідання;
- «І заридаю, як Александер» (англ. And Weep, Like Alexander, 2011) — оповідання;
- «Ніяка година» (англ. Nothing O'Clock, 2013) — оповідання;
- «Казка про діаманти та перлини» (англ. Diamonds and Pearls: A Fairy Tale, 2009) — оповідання;
- «Повернення Змарнілого Білого Герцога» (англ. The Return of the Thin White Duke) — оповідання;
- «Закінчення жіночого роду» (англ. Feminine Endings, 2008) — оповідання;
- «Дотримання формальностей» (англ. Observing the Formalities, 2009) — вірш;
- «Спляча і веретено» (англ. The Sleeper and the Spindle, 2013) — коротка повість;
- «Відьмина ворожба» (англ. Witch Work, 2012) — вірш;
- «На кладовищі Святого Орана» (англ. In Relig Odhráin, 2011) — вірш;
- «Чорний пес» (англ. Black Dog) — коротка повість.

## Переклад українською
- Ніл Ґейман. Обережно, тригери! (збірка оповідань). Переклад з англійської: Максим Бакалов. Київ: KM Publishing, 2017. 368 стор. ISBN 978-617-7489-25-1